# Garos
Garos település Franciaországban, Pyrénées-Atlantiques megyében. Lakosainak száma 263 fő (2022. január 1.). Garos Arzacq-Arraziguet, Bouillon, Cabidos, Fichous-Riumayou, Larreule, Louvigny, Morlanne, Piets-Plasence-Moustrou és Uzan községekkel határos.

## Népesség
A település népességének változása:
| Lakosok száma | 235  | 243  | 258  | 257  | 260  | 261  | 264  | 264  | 263  |
|               | 2013 | 2015 | 2016 | 2017 | 2018 | 2019 | 2020 | 2021 | 2022 |